# Tellervo vetusta
Tellervo vetusta är en fjärilsart som beskrevs av Talbot 1943. Tellervo vetusta ingår i släktet Tellervo och familjen praktfjärilar. Inga underarter finns listade i Catalogue of Life.